# Protaras
Protaras (grekiska: Πρωταράς) är en turistort på Cypern och utgör en del av staden Paralimni.  
Protaras har långa sandstränder varav den mest kända är Fig Tree Bay. Orten ligger nära den stora turistorten Ayia Napa och har själv vuxit och har ett trettiotal större hotell. Profilen på Protaras är dock mer familjevänlig än Ayia Napa.  

## Historik
I närheten låg under antiken staden Leukolla, utanför vilken ett sjöslag stod 306 f.Kr. mellan Ptolemaios I Soter och Demetrios I Poliorketes. Ptolemaios besegrades och tvingades dra sig tillbaka till sitt Egypten. 